# از سرزمینی دور
از سرزمینی دور (لهستانی: Z dalekiego kraju) یک فیلم زندگی‌نامه‌ای درام و مستندگونه لهستانی به کارگردانی کشیشتف زانوسی است که در سال ۱۹۸۱ منتشر شد.

## گزیدهٔ بازیگران
- سزاری مورافسکی در نقش پاپ ژان پل دوم
- یژی نوواک
- وارن کلارک
- کریستوفر کازنووه
- سَـم نیل
- مارک کندرات
- یانوش گایوس
- دانیل اولبریخسکی
- مایا کوموروفسکا
- ماوگوژاتا زایاژکوفسکا
- ادوارد لینده-لوباشنکو
- موریس دنهام
- جان فرانکلین-رابینز
- اِما رالف
- لیسا هارو